# Schloss Domecy-sur-Cure

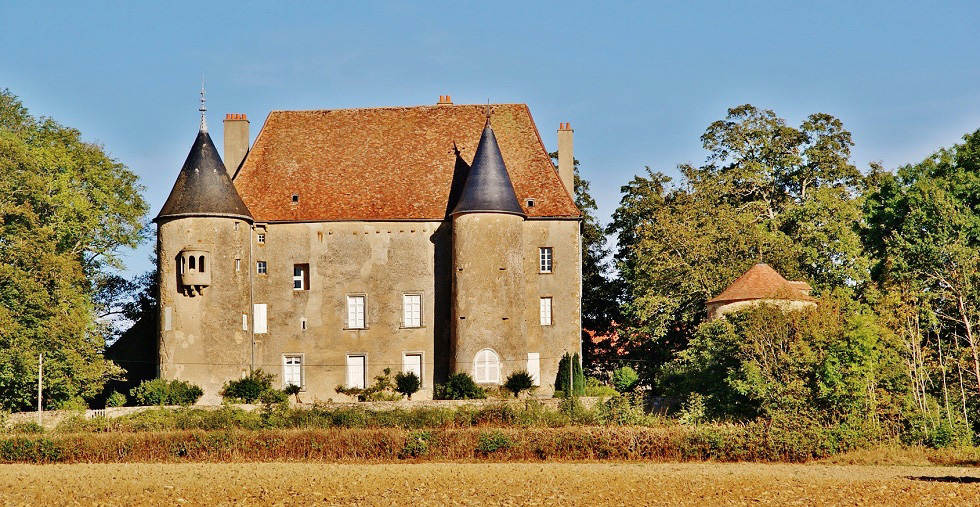
Ansicht des Schlosses Domecy-sur-Cure von Westen

Das Schloss Domecy-sur-Cure (französisch Château de Domecy-sur-Cure) ist eine französische Schlossanlage in Domecy-sur-Cure rund zwölf Kilometer südwestlich von Avallon im Département Yonne. Sie ging aus einem festen Haus des 12. Jahrhunderts hervor, das nach Schäden in den französischen Religionskriegen durch die Familie de Loron wiederaufgebaut und wohnlicher gestaltet wurde. Nach diversen Eigentümerwechseln gelangte das Schloss im 19. Jahrhundert an einen Rechtsanwalt aus Avallon, der es in seinen heutigen Formen instand setzen ließ.
Die Anlage ist in Privatbesitz und kann nicht besichtigt werden. Sie steht seit dem 3. März 1989 als eingeschriebenes Monument historique teilweise unter Denkmalschutz.

## Geschichte

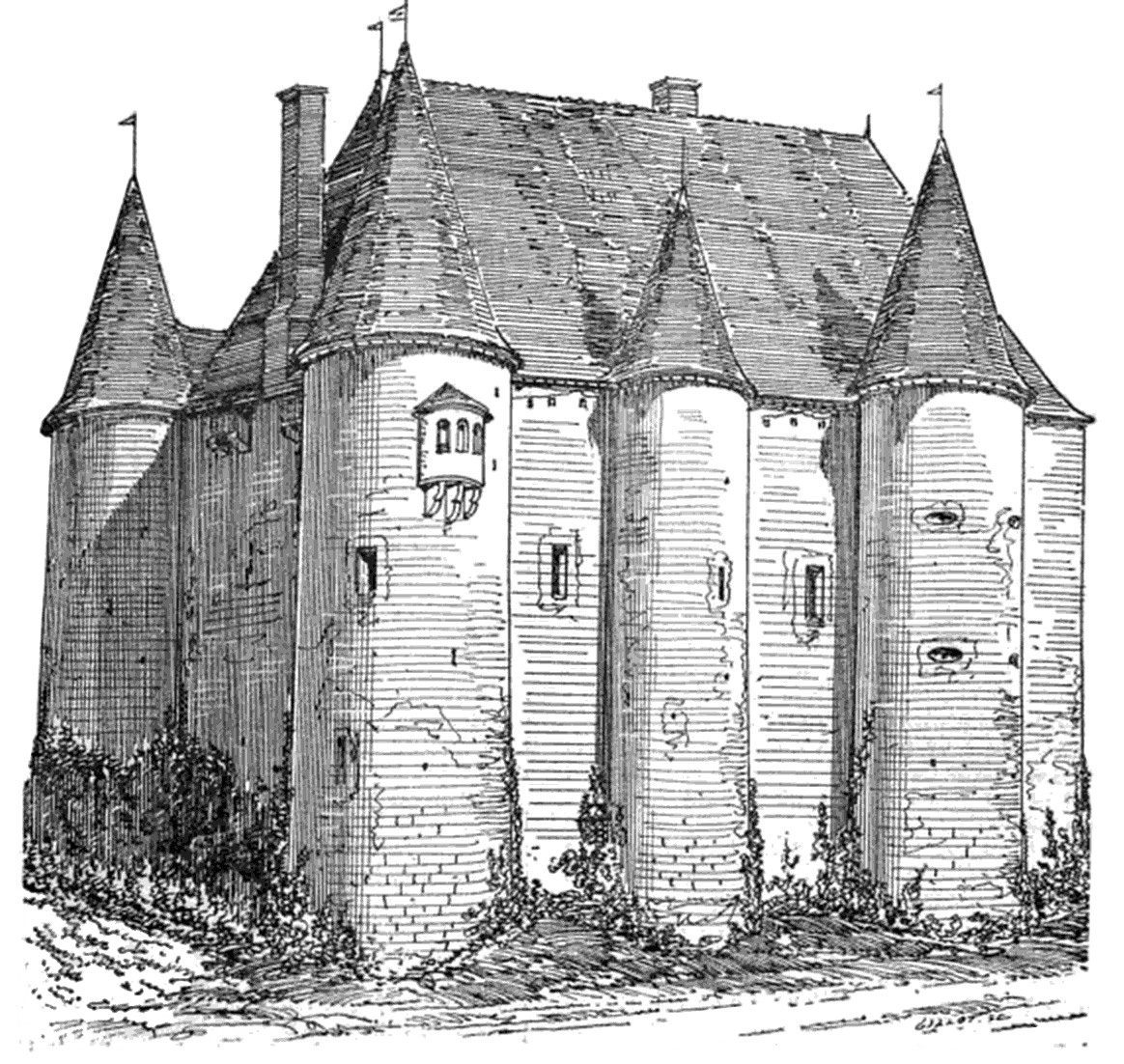
Schloss Domecy-sur-Cure vor den Veränderungen um die Mitte des 19. Jahrhunderts

Schon im 12. Jahrhundert existierte in Domecy ein festes Haus. Es war eine von vielen befestigten Anlagen im Grenzgebiet des Herzogtums Burgund und der Grafschaft Nevers, die durch den Fluss Cure getrennt waren. Das Haus war anfangs im Besitz einer Familie, die sich „de Domecy“ nannte und im 13. Jahrhundert erst von der Familie du Bouchet und dann von der Familie de la Tournelle abgelöst wurde. Anschließend kam es gemeinsam mit der Seigneurie Domecy an die Familie de Saint-Aubin. Bis in das 13. Jahrhundert war dieses feste Haus ein quadratisches Gebäude mit Flachdach, Wehrgang und vier Rundtürmen an den Ecken. Zu seinem Schutz war es rundherum von Trockengräben umgeben. Jean de Saint-Aubin, Kammerherr am burgundischen Hof, ließ das Haus Anfang des 14. Jahrhunderts verändern und legte damit den Grundstein für das heutige Logis der Anlage. In der ersten Hälfte des 15. Jahrhunderts wurde der quadratische Bau nach Norden und Süden zu einem rechteckigen Gebäude verlängert und mit einem Walmdach ausgestattet.
Im 15. Jahrhundert gelangte der Besitz an die Familie de Chassaing, deren Erbtochter Odette 1488 Jacques de Loron heiratete und ihm Schloss und Herrschaft zubrachte. Die Nachfahren des Paars wechselten vom Katholizismus zum Protestantismus und beteiligten sich während der französischen Hugenottenkriege aktiv an der Plünderung von katholischen Kirchengütern. Im Gegenzug wurde ihr Schloss in Domecy von katholischen Truppen eingenommen und zum Teil gebrandschatzt. Es war Aufgabe Lazare de Lorons und seines Sohnes Jacques, die Kriegsschäden zu beseitigen. Sie setzten die Anlage aber nicht nur wieder instand, sondern veränderten sie auch zu einem Schloss im Stil der französischen Renaissance. Das Logis erhielt dabei ein weniger wehrhaftes Aussehen und mehr Wohnkomfort, zum Beispiel durch Einbau großer Fenster in die Ostfassade.

Das Schloss zu Beginn des 20. Jahrhunderts; rechts im Bild der runde Taubenturm

Ebenfalls durch Heirat wechselte das Schloss 1625 in den Besitz der Familie de Jaucourt, als Anne de Loron es als Mitgift in die Ehe mit Elie de Jaucourt brachte. Ihre Enkelin Pauline Catherine Françoise heiratete 1721 Laurent Gabriel de Montrichard de Vismal, Seigneur de Fontenay-en-Comté, und brachte die Anlage mit in die Ehe. Noch im selben Jahr wurde sie an einen Herrn Sarrasin verkauft, dessen Tochter Bernarde Judith im Jahr 1748 Nouviau de Chennevières heiratete und es an die Familie ihres Mannes brachte. Diese veräußerte den Besitz 1762 an Marie Angélique Catherine Darlus, deren Ehemann Denis François Angran dʼAlleray schon das benachbarte Schloss Bazoches gehörte. Er war letzter adeliger Herr von Domecy und wurde während der Französischen Revolution 1794 hingerichtet. Im selben Jahr wurden all seine Güter – und damit auch das Schloss Domecy-sur-Cure – konfisziert und als Nationaleigentum verkauft.
Das Schloss gelangte auf diesem Weg an die Familie Marion und von ihr an Jeanne Houdaille. Deren Sohn musste Domecy wegen Überschuldung 1816 an den Bankier N. Didier aus Avallon verkaufen. Er übertrug es 1844 an seinen Neffen Antoine Gontard. Dieser ließ die Anlage verändern und instand setzen und gab ihr damit das heutige Aussehen. Seine Erben verkaufte sie im Jahr 1884 an Jules und Antonin Houdaille, die den Besitz 1905 an Anna Driot vererbten. Über deren Nichte Germaine gelangte das Schloss an Elisabeth Boisselet. Heute gehört es Pierre de Féraudy und seiner Frau.

## Beschreibung
Die Anlage besteht aus einem Logis und einer östlich davon gelegenen Vorburg. Ferner gehört ein runder Taubenturm mit Kegeldach und insgesamt 1092 Nistlöchern dazu.

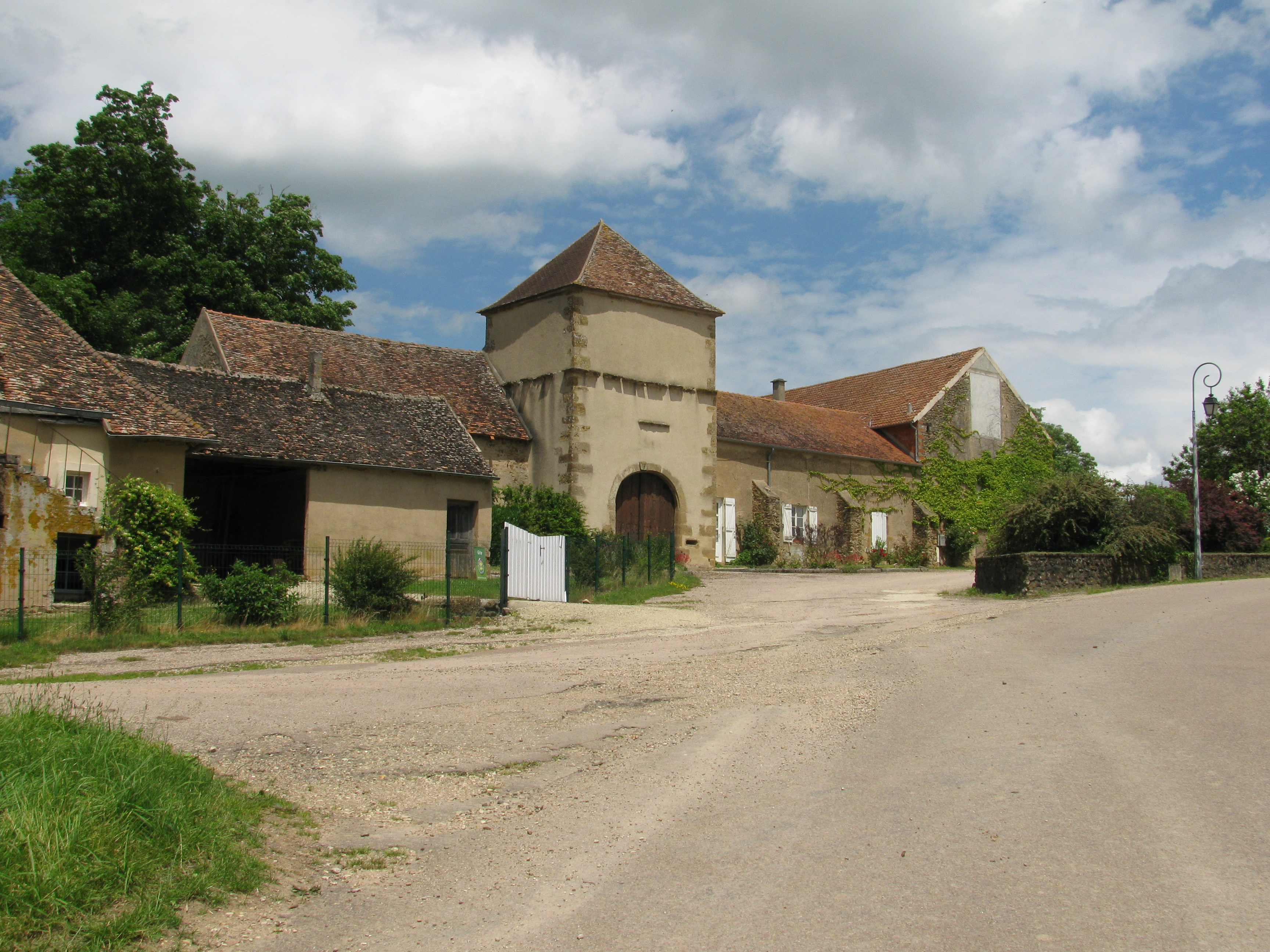
Südflügel der Vorburg mit dem Torturm

Die dreiflügelige Vorburg besitzt Hufeisenform, die zum Logis hin an der Westseite geöffnet ist. Die Wirtschaftsgebäude umschließen einen etwa 28 × 41 Meter großen Hof. Im 18. Jahrhundert gehörten eine Kelter, ein Backhaus, eine Kapelle und diverse landwirtschaftlich genutzte Gebäude zum Ökonomiebereich. Zugang zum Hof gewährt ein Torturm mit Pyramidendach und Rundbogentor im Südtrakt der Vorburg. Sein Obergeschoss diente früher als Taubenschlag.
Das herrschaftliche Logis steht westlich der Vorburg. Es ist ein rechteckiger Bau mit drei Geschossen, dessen nördliche Ecken durch Rundtürme mit Kegeldach markiert werden. Zwei weitere Rundtürme sind seiner Ost- und Westseite vorgesetzt. Während die Dächer der westlichen Türme ein Schieferdach besitzen, sind die östlichen mit roten Dachziegeln gedeckt. Letztere wurden auch auf dem Walmdach des Hauses verwendet. Erhaltene Konsolsteine unter der Dachtraufe an den Längsseiten zeugen von dem ehemaligen, mittelalterlichen Wehrgang an dieser Stelle und der einstigen Wehrhaftigkeit des Baus. Mit den noch erhaltenen Schießscharten in den alten Rundtürmen sind weitere Wehrelemente des festen Hauses erhalten.
Im Inneren ist mit dem Kamin im großen Salon noch Ausstattung aus der Renaissancezeit vorhanden. Jedoch stammt die Gestaltung der Innenräume mehrheitlich aus dem 19. Jahrhundert aus der Zeit, als Antoine Gontard Schlossherr war; so zum Beispiel auch die Schlosskapelle, die stark vom Stil Eugène Viollet-le-Ducs beeinflusst ist.